# 小R·A·F·彭罗斯
小R·A·F·彭罗斯（常称为R. A. F. Penrose Jr.，1863年12月17日—1931年7月31日）是一位美国地质学家和采矿业企业家，1930年任美国地质学会会长，彭罗斯奖章以其姓氏命名。